# سیارک ۹۵۲۱۹
سیارک ۹۵۲۱۹ (به انگلیسی: 95219 Borgman، نامگذاری:2002CT14) نود و پنج هزار و دویست و نوزدهمین سیارک کشف شده‌است که در ۸ فوریه ۲۰۰۲ کشف شد.